# Michel Pablo
Michel Pablo (em grego:  Μισέλ Πάμπλο;  Alexandria, Egito, 24 de agosto de 1911 – Atenas, Grécia, 17 de fevereiro de 1996) pseudônimo de Michalis N. Raptis (em grego:   Μιχάλης Ν. Ράπτης), de nacionalidade grega. Foi membro do comitê central da Quarta Internacional.

## Vida e Militância
Michel Pablo era filho do engenheiro civil grego Nikolaos Raptis, cursou a escola grega no Egito e em 1918 foi para a ilha de Creta, aos 17 anos mudou-se para Atenas e começou a estudar engenharia na Escola Politécnica.
Em Atenas, em 1928, o jovem Pablo se relacionou com o grupo que editava o jornal Αρχειον Μαρξισμου (Arquivo Marxista) , uma organização de dissidentes de esquerda do Κομμουνιστικό Κόμμα Ελλάδα (KKE - Partido Comunista Grego) ocorrida em 1922. Michel Pablo acaba aderindo a facção trotskista deste grupo que sai da AM em 1929. Em 1934 este grupo junta-se ao grupo de Pandelis Pouliopoulos Νεο Ξεκινημα (Novo Início) formando a Oργάνωση Kομμουνιστικός Διεθνιστής Ελλάδα (Organização Comunista Internacionalista da Grécia, OKDE), que editava o jornal Σπάρτακος ("Spartacus").
Na década de 1930 Michel Pablo esteve envolvido nas lutas faccionais, rachas e reunificações dos  seguidores de Leon Trotsky na Grécia. Em 1936 durante o regime ditatorial do General Ioannis Metaxas Michel Pablo foi preso junto com vários outros trotskistas sendo expulso do pais no final de 1937. Michel Pablo  foi para a Suíça mas já em 1938 estava em Paris para continuar seus estudos e suas atividades políticas. Nestas condições Michel Pablo representou os trotskistas gregos na Conferência de Fundação da Quarta Internacional em Périgny próximo a Paris (1938).
Durante a Segunda Guerra Mundial Michel Pablo permaneceu na França, e passou a ajudar na reorganização do movimento trotskista francês, principalmente após a ocupação nazista, quando muitos militantes foram mortos ou presos. Da mesma forma conseguiu organizar com um grupo de trotskistas sobreviventes o Secretariado Europeu Provisório da Quarta Internacional em 1943/1944 após a violenta morte de seu inspirador Marcel Hic. Como Secretário Europeu, Michel Pablo obteve o aval do Socialist Workers Party americano (SWP), na época a mais estruturada e influente seção da Quarta Internacional. A partir dai Michel Pablo começa a desempenhar um papel eminente na Quarta Internacional, principalmente quando a  sede foi deslocada de volta de Nova York para a Europa após o fim da guerra. Participante da Conferência Pós-guerra em 1946 e do Segundo Congresso Mundial em 1948. Michel Pablo foi entre 1948 e 1960 líder do Secretariado Internacional.
No início dos anos 50 Michel Pablo foi o principal expoente da crise da Quarta Internacional, defendendo a tese de que os Partidos Comunistas (stalinismo) "fariam a revolução à sua maneira" e que era tarefa dos trotskistas realizar o que chamou de entrismo sui generis nos PCs. Esta orientação encontrou forte resistência do SWP americano liderado por James Patrick Cannon na maioria da seção inglesa Social Labour League (SLL) liderada por Gerry Healy e na seção francesa, o Partido Comunista Internacionalista - PCI  (então liderado por Pierre Lambert e Marcel Bleibtreu)  -- hoje Corrente Comunista Internacionalista (CCI), seção francesa da Quarta Internacional reproclamada em 1993.
Após o racha de 1953 Michel Pablo manteve-se na direção do Secretariado Internacional, secundado por Ernest Mandel, Pierre Frank e Livio Maitan. Na segunda metade da década de 1950 e início da década de 1960 Michel Pablo estava convencido que o movimento revolucionário poderia avançar no chamado Terceiro Mundo ao invés dos países de economia avançada, era a época em que os movimentos e revoluções anti-coloniais se intensificavam na África, Ásia e América Latina. Michel Pablo não se envolveu apenas teoricamente, mas se engajou entusiasmadamente no apoio, como foi o caso da Argélia em que contrabandeou dinheiro e armas e preparou documentos falsos. Em 1960 foi preso na Holanda cumprindo 15 meses de prisão. Solto da prisão em 1961, Michel Pablo vai ao Marrocos onde continuou seu apoio à revolta argelina. Depois da vitória de Ahmed Ben Bella e sua Frente de Libertação Nacional Michel Pablo trabalha em seu governo (1962 - 1965) como uma espécie de conselheiro econômico.
No âmbito do Secretariado Internacional da Quarta Internacional Michel Pablo vinha perdendo  influência desde o final da década de 50, mas piorou no tempo de sua prisão na Holanda. De fato ele foi substituído por  Ernest Mandel, Pierre Frank e Livio Maitan, a maioria do SIQI já não compartilhava de suas ideias como no caso da Ruptura sino-soviética (1960-1962), por outro lado Michel Pablo não endossava a política de reunificação do movimento trotskista proposta por Ernest Mandel, por causa disso quase não tomou posição no novo Secretariado Unificado da Quarta Internacional. A gota de água ocorreu quando em 1964 Michel Pablo publicou um documento intitulado Sob a bandeira do Socialismo em nome de uma fictícia Comissão Africana da Quarta Internacional.
Expulso do Secretariado Unificado Michel Pablo organiza uma pequena organização internacional chamada Tendência Revolucionária Marxista da Quarta Internacional logo renomeada como Tendência Revolucionária Marxista Internacional e logo depois Associação Revolucionária Marxista Internacional.
Nos últimos anos de sua vida passou a defender o pan-helenismo.
Aos 84 anos Michel Pablo morreu de AVC em Atenas no dia 17 de fevereiro de 1996